# Mystère des actes des apôtres
Le Mystère des actes des apôtres fut commandé par le roi René d'Anjou, comte du Maine à Simon Gréban, frère d'Arnoul Gréban et chanoine du Mans. L'œuvre a dû être écrite en 1460-1470. Comprenant plus de 60 000 vers, c'est le plus copieux de tous les drames français du Moyen Âge. L'auteur a réparti en neuf livres l'histoire des apôtres de Jérusalem, leurs voyages en Orient, aux Indes, en Arménie, Espagne, Grèce, Éthiopie, Babylonie, Scythie, Rome. Le Mystère se termine par le supplice de saint Pierre et saint Paul. De nombreuses représentations intégrales ou partielles eurent lieu au XVIe siècle. Les plus importantes furent celles de Bourges (30 avril-août 1536). À cette occasion il fut imprimé à Paris en 1538 et 1540.
Le livre fait référence à un petit démon marin au nom de Pantagruel, qui assèche la gorge des ivrognes en leur jetant du sel dans la bouche. Ce petit démon inspirera François Rabelais quand il inventera le héros de son premier roman, Pantagruel, en 1532.